# 크로키

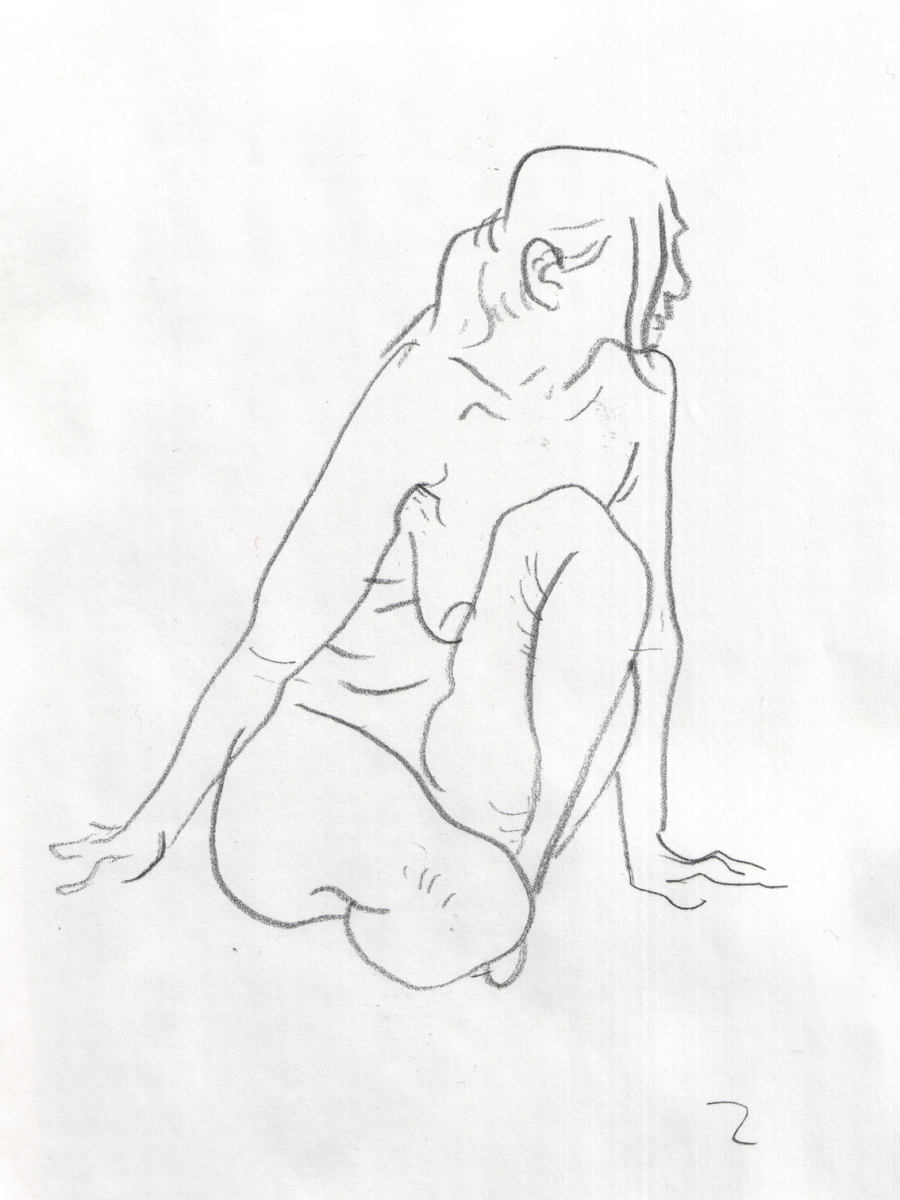
여성 크로키

크로키(프랑스어: croquis) 소묘는 실제 모델을 빠르고 간단하게 그리는 스케치 소묘이다. 크로키 소묘는 보통 몇 분이면 끝나는데, 그 후 모델이 자세를 바꾸거나 다른 모델을 대상으로 새로운 크로키를 한다.
크로키는 짧은 시간 동안 포즈를 취하기 때문에 모델은 오랫동안 가만히 있을 필요가 없어 좋고, 화가에게는 자세의 본질적인 요소나 그림의 가장 중요한 부분에 집중할 수 있도록 도움을 주어서 좋다. 화가가 모델의 모든 세부사항을 그릴 시간이 없기에 그 중 중요한 요소에 집중하는 법을 배울 수 있다. 또한 크로키는 곤충, 동물, 어린이와 같이 일반적으로 가만히 서있거나 포즈를 취하지 않는 대상을 그리는 좋은 방법이다.
초기의 스케치 이후, 크로키는 회화 등 다른 미술 작품을 만드는 기반으로 사용되거나 그 자체로 작품이 될 수도 있다.
인물 크로키에서는 얼굴 부분만의 경우, 반신의 경우, 전신의 경우는 그 표현의 요령이 다르다. 인물의 전신을 크로키할 경우 하나의 포즈를 10분이나 20분에 그려내기 위해서는 형의 동세나 균형을 선으로 파악하는 것이 필요하다. 입상의 경우 목에서 수직으로 내린 선과 중심이 걸린 발뒤꿈치가 일직선으로 됨을 알아두면 편리하다. 또한 신체 각 부분이 어떻게 밸런스를 잡고 있는가도 알아두어야 한다. 인물 크로키에서 움직임을 표시하는 중요한 선을 발견해내기 위해서는 모델 인형으로 여러 가지 포즈를 만들거나 실제 인물을 관찰하면서 경험을 쌓아가야 한다.
‘크로키’라는 명칭은 프랑스어로 "스케치"를 뜻한다.
패션에서는 디자인하는 옷의 대략적인 드로잉을 포함한 빠른 인체 스케치(특히 패션 일러스트에서는 9등신)를 의미한다. 보통 디자인의 완성을 위해 많은 수의 크로키가 그려진다.